# Temple d'Hèrcules (Amman)
|  | Per a altres significats, vegeu «Temple d'Hèrcules». |

El temple d'Hèrcules, també conegut com a Gran temple d'Amman, és un antic temple romà dedicat a Hèrcules, situat al centre de la ciutadella d'Amman, enfront del Museu Arqueològic de Jordània. Era el temple principal d'un tèmenos romà. No està completament confirmat que s'hi rendís culte a Hèrcules, però les monedes trobades al temple semblen representar aquest semideu. És a 838 msnm.
Té una inscripció a l'arquitrau del pòrtic que diu que està dedicat a Marc Aureli i Luci Ver, datada en l'època en què Gemini Marcià era governador de la Província d'Aràbia (162-166). És contemporani del teatre romà d'Amman.
El 1961 es descobrí dins del temple una roca amb una inscripció datada d'entre els s. VIII i IX ae, que esmenta els noms de dos reis ammonites i fa al·lusió al culte a Moloc, que es creu que retia en aquest lloc.

## Arquitectura

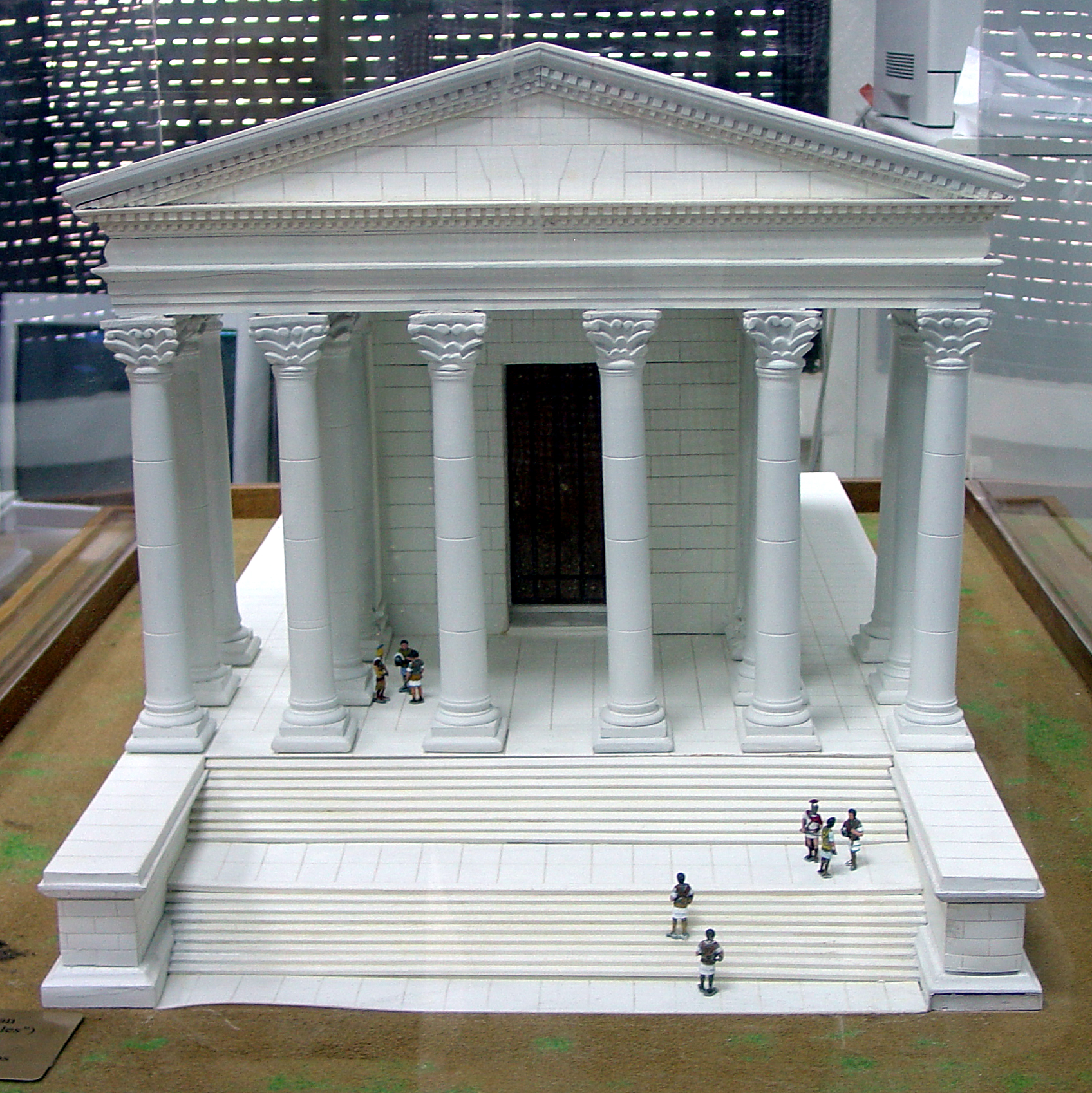
Model a escala de com devia ser el temple en època romana

El seu estil arquitectònic és típic de l'arquitectura de l'antiga Roma. Consta d'un estereòbata, base amb forma esglaonada, rematat amb un estilòbat, plataforma sobre la qual s'erigí una filera de columnes d'ordre corinti, coronades amb capitells ricament adornats. Per sobre de les columnes del temple hi havia un arquitrau, un fris altament modelat i una cornisa que sobreeixia de l'estructura, tot això coronat amb un sostre de dues aigües.
Està orientat en direcció est-oest, amb l'entrada en l'est. La façana té 43 x 27 m i conté sis columnes de 13,5 m d'alçada, les quals estaven compostes originàriament de 5 o 6 blocs de pedra, i pesava cadascú unes 11 tones. Es creu que a dins devia tenir una estructura de tres sales. Al capdavant es trobava el prónaos, seguit de la sala principal, on hi havia l'estàtua del déu, i a la part posterior enclouria una habitació petita, coneguda com a opistòdom.
De l'estàtua principal es conserven un colze i un peu, que permeten calcular l'alçada total originàrial en 9,1 m. També hi ha restes d'una mà gegant de marbre que es creu que pertanyia a la mateixa estàtua. Les columnes i el sostre quedaren arrasats durant un terratrèmol l'any 749 i els blocs de pedra es reutilitzaren, tot i que abans del sisme el temple ja era usat com a font de materials de construcció.

## Restauració
Entre 1989 i 1997, l'American Center of Oriental Research finançà un projecte de restauració de la ciutadella, amb la finalitat de transformar-la en un parc arqueològic. El disseny del projecte anà a càrrec d'arqueòlegs i arquitectes de la Universitat de Jordània. Al temple d'Hèrcules, la restauració se centrà en el pòrtic, el sector nord-oest del podi i tres de les columnes, que foren reconstruïdes i alçades novament el 1993. Durant la restauració i després d'un estudi exhaustiu de les restes arqueològiques, l'arquitecte Chrysanthos Kanellopoulos en feu un model a escala complet del temple. Com que es coneix prou sobre com era el temple en l'antiguitat, s'ha proposat reconstruir-lo íntegrament; això, però, violaria un tractat internacional que específica quin percentatge d'un monument ha de subsistir perquè aquest puga ser reconstruït.